# Classe De Zeven Provinciën (frégate)
Pour les autres classes de navires du même nom, voir Classe De Zeven Provinciën.
La classe De Zeven Provinciën (référence en néerlandais aux Sept provinces historiques du pays) est une série de quatre frégates antiaériennes et de commandement en service dans la Koninklijke Marine. Elle est également appelée classe LCF (pour Luchtverdedigings- en commandofregat).
Les trois dernières frégates ont reçu des noms d'officiers néerlandais célèbres.

## Armement
L'armement des frégates de classe De Zeven Provinciën reflète leur polyvalence. Ces navires sont équipés pour la lutte antiaérienne, antisurface et anti-sous-marine. L'armement primaire repose sur les deux quadruples lanceurs de AGM-84 Harpoon (missile antinavire), qui ont une portée de 120 km. En soutien de ces lance-missiles le bâtiment possède le canon Oto Melara de calibre 127 mm et plusieurs mitrailleuses.
La principale arme de combat antiaérien embarquée est le lance-missiles Mark 41 vertical prévu pour accueillir des missiles antiaériens RIM-66 SM-2 III et RIM-162 ESSM. Le navire embarque 32 missiles de chaque type d'une portée maximale de 75 et 50 km, respectivement. Le Goalkeeper CIWS offre une protection rapprochée contre les missiles. Il tire des munitions de calibre 30 mm et peut élever la cadence de tir à 4 200 coups par minute, à une portée variant de 200 m à 3 km.
Pour la lutte anti-sous-marine, chaque navire est équipé d'un hélicoptère NHIndustries NH90 en version NFH, qui transporte 2 torpilles Mark 32. Les navires possèdent deux lance-missiles jumeaux utilisant ces mêmes torpilles.
Ces navires ont été conçus principalement dans un rôle de lutte antiaérienne et de commandement naval, ils sont équipés d'un ensemble de capteurs couplés aux armements. La surveillance radar à longue portée est assurée par un radar SMART-L (Signal Multibeam Acquisition Radar for Tracking - Radar d'acquisition multifaisceaux pour le suivi de plusieurs cibles sur bande L) et un radar multifonctions APAR (Active Phased Array Radar - Radar Actif à balayage électronique). Le système de guidée permet de gérer simultanément jusqu'à 32 missiles dont 16 en phase de guidage terminal et avec la modernisation du radar Smart-L mk2 développé par Thales, la distance de détection balistique va être portée à 2 000 km.

## Opérations
Les navires de la classe De Zeven Provinciën ont été impliqués dans les opérations de lutte contre la piraterie au large de la Corne de l'Afrique qui fonctionnent par un système de rotation des navires européens et alliés. Le HNLMS De Zeven Provinciën a notamment participé à une mission d'intervention sur le MV Taipan, un navire marchand allemand capturé par des pirates somaliens ; un commando de six marins néerlandais ont abordé le pont du cargo à bord d'un Lynx et ont arrêté les pirates et libéré les hommes d'équipage.

## Navires
| Nom                       | No. coque | Quille             | Lancement     | Mis en service | Base       |
| ------------------------- | --------- | ------------------ | ------------- | -------------- | ---------- |
| HNLMS De Zeven Provinciën | F802      | 1er septembre 1998 | 8 avril 2000  | 26 avril 2002  | Den Helder |
| HNLMS Tromp               | F803      | 3 septembre 1999   | 7 avril 2001  | 14 mars 2003   | Den Helder |
| HNLMS De Ruyter           | F804      | 1er septembre 2000 | 13 avril 2002 | 22 avril 2004  | Den Helder |
| HNLMS Evertsen            | F805      | 3 septembre 2001   | 19 avril 2003 | 10 juin 2005   | Den Helder |

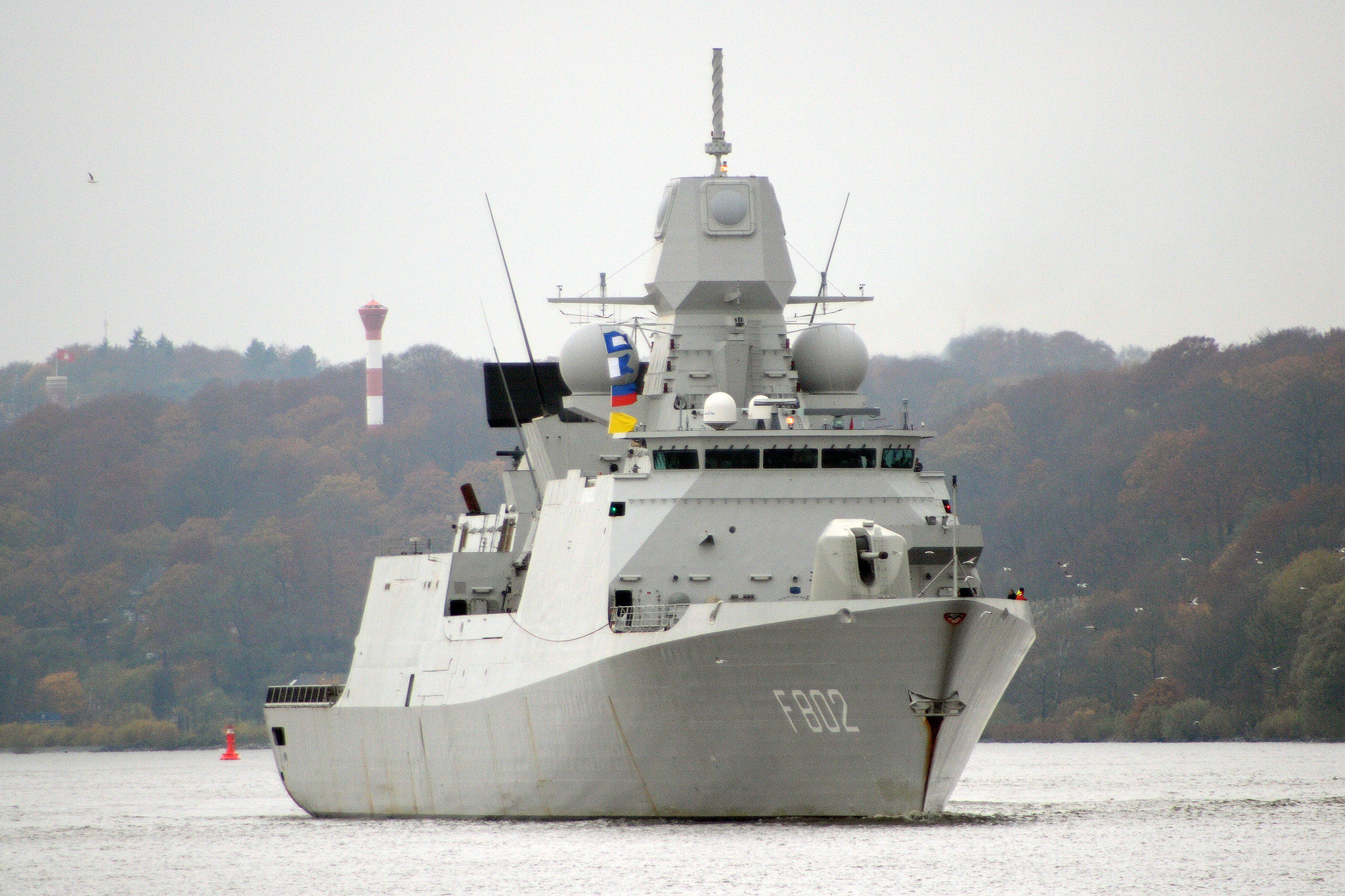
HNLMS De Zeven Provinciën (F802)
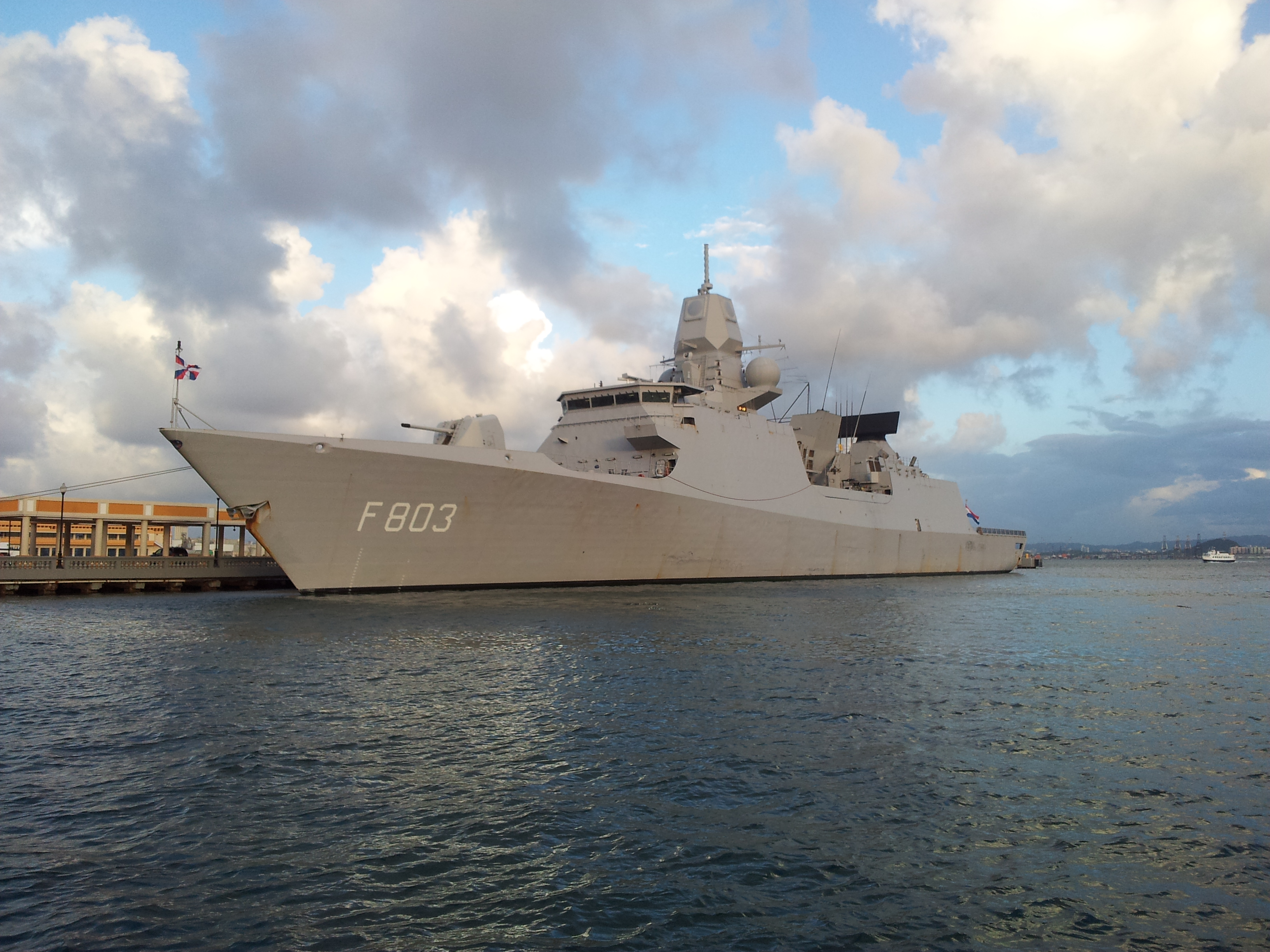
HNLMS Tromp (F803)
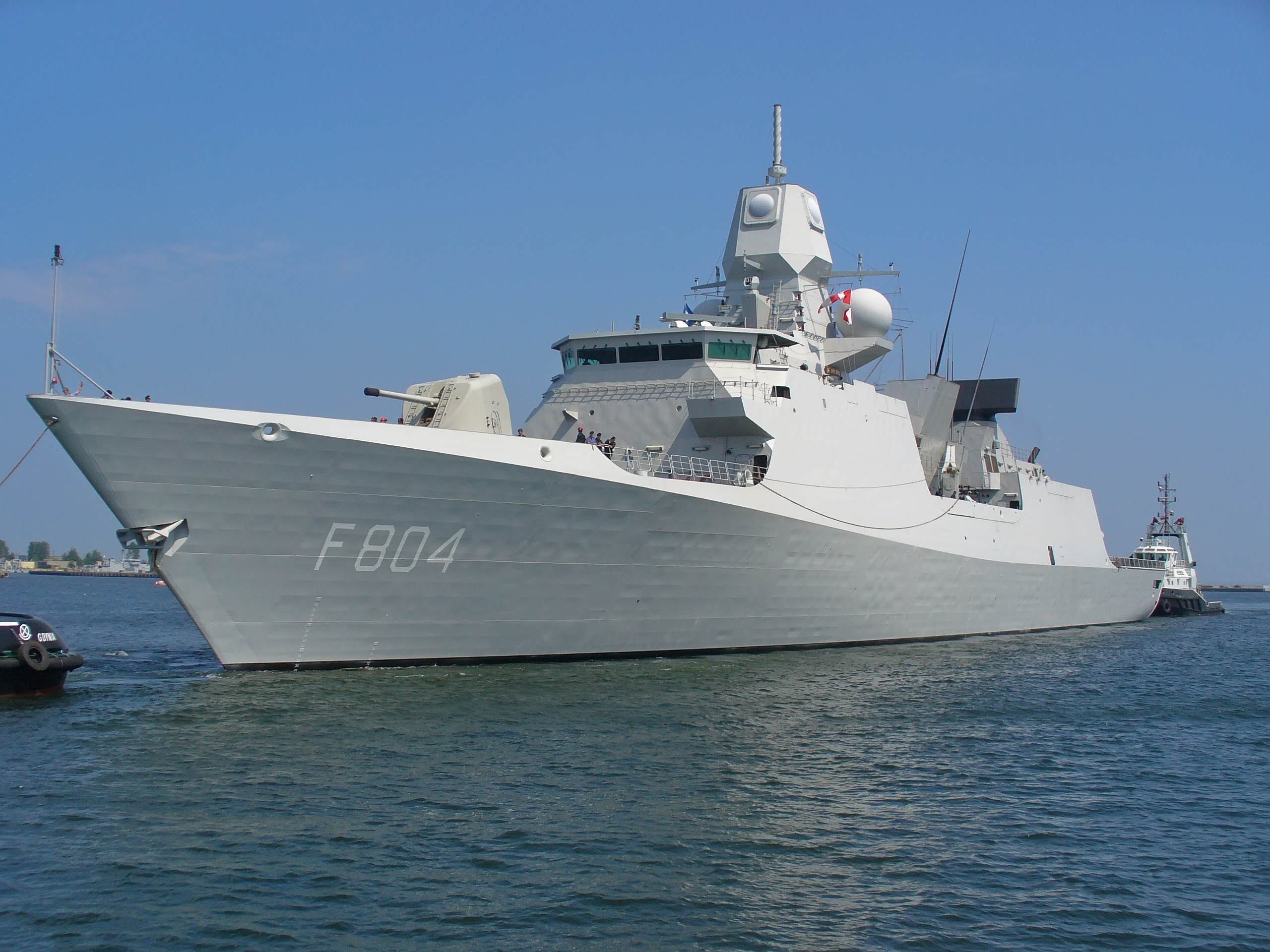
HNLMS De Ruyter (F804)
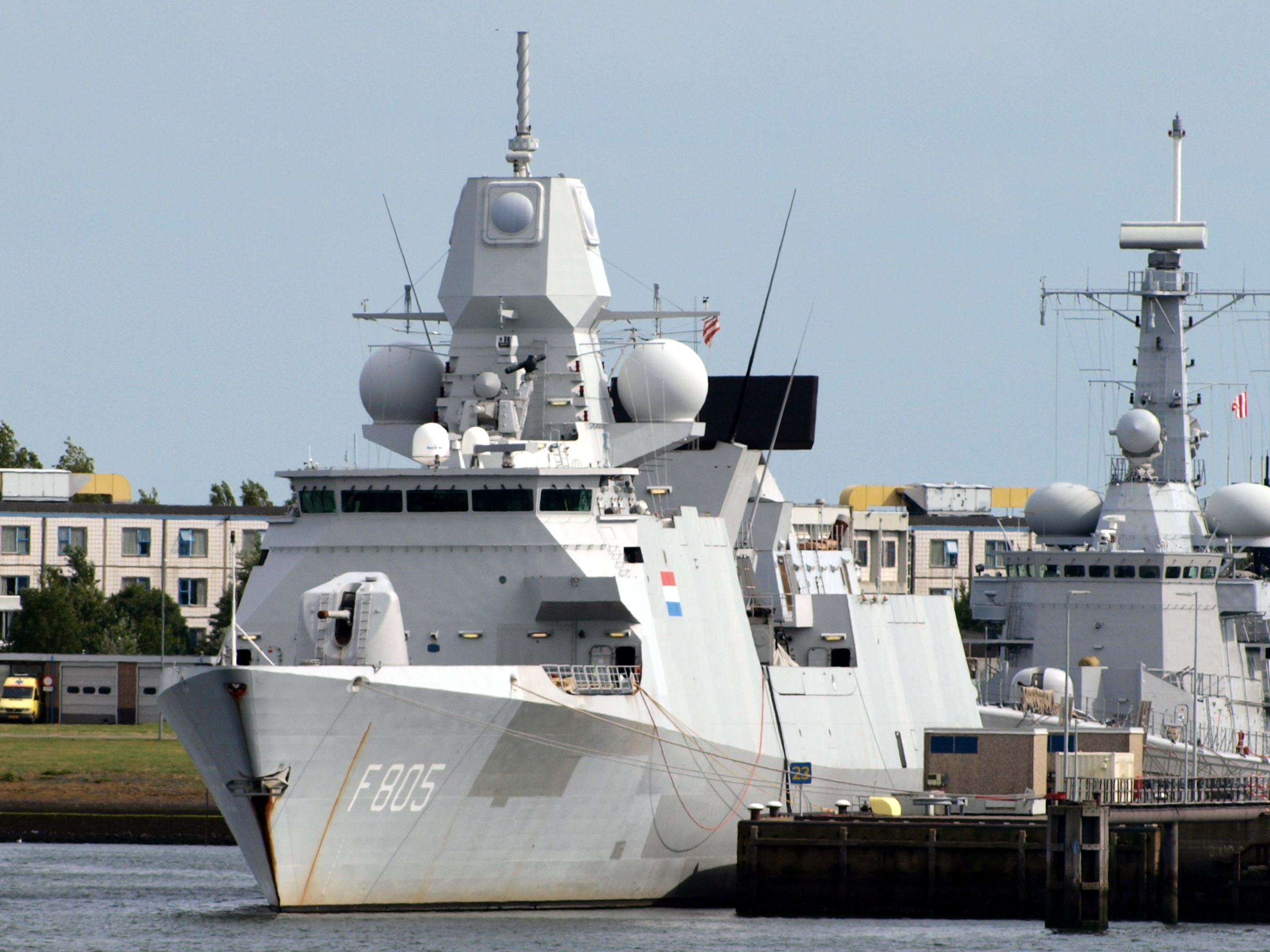
HNLMS Evertsen (F805)

## Navires similaires
- Classe Álvaro de Bazán, Espagne
- Classe Iver Huitfeldt, Danemark
- Classe Baden-Württemberg, Allemagne
- Frégate polyvalente FREMM, collaboration franco-italienne
- Classe Fridtjof Nansen, Norvège
- Classe Sachsen (2001), Allemagne
- Type 26, Royaume-Uni